# Onze-Lieve-Vrouw-Hemelvaartkerk (Anderlecht)
De Onze-Lieve-Vrouw-Hemelvaartkerk is een rooms-katholiek kerkgebouw te Anderlecht, gelegen aan de Adolphe Willemynsstraat 105.
Het gebouw dateert uit de 2e helft van de 20e eeuw en heeft een weinig opvallende gevel. Slechts een eenvoudig kruis boven het ingangsportaal verraadt dat het om een kerkgebouw gaat.